# Brû
Brû település Franciaországban, Vosges megyében. Lakosainak száma 566 fő (2022. január 1.). Brû Jeanménil, Ménil-sur-Belvitte, Rambervillers, Saint-Benoît-la-Chipotte és Anglemont községekkel határos.

## Népesség
A település népességének változása:
| Lakosok száma | 581  | 579  | 562  | 564  | 566  | 568  | 568  | 566  |
|               | 2013 | 2015 | 2017 | 2018 | 2019 | 2020 | 2021 | 2022 |